# Gerardo Zaccardo
Gerardo Zaccardo (Muro Lucano, 30 ottobre 1899 – Roma, 1996) è stato un generale italiano.
Pluridecorato ufficiale del corpo degli alpini, combatté durante la prima guerra mondiale e poi come osservatore d'aeroplano durante la riconquista della Libia, la guerra d'Etiopia, la guerra civile spagnola e la seconda guerra mondiale.

## Biografia
Nacque a Muro Lucano (provincia di Potenza) il 30 ottobre 1899, figlio di Giuseppe e Filomena Fatone. Arruolato nel Regio Esercito con la classe 1899 dopo la disfatta di Caporetto, fu inviato al fronte come soldato semplice nelle file del 278º Reggimento fanteria della Brigata "Vicenza" il 25 novembre 1917, prendendo parte alle battaglie del 1918, culminate in quella di Vittorio Veneto. Al termine del conflitto aveva il grado di sottotenente ed era stato decorato con la Croce al merito di guerra. Nel 1919 transitò in forza alla Regia Guardia di Pubblica Sicurezza, rimanendovi fino al 1922. L'anno successivo rientrò nella fanteria e nel 1927 ottenne il brevetto di Osservatore d'aeroplano. Nel giugno 1929 passò in forza al Regio corpo truppe coloniali della Cirenaica, partecipando alle ultime fasi della repressione della ribellione senussa e guadagnandosi una Medaglia d'argento e due di bronzo al valor militare e tre Croci al merito di guerra come Osservatore d'aeroplano.
Trasferito al Regio corpo truppe coloniali della Somalia italiana, il 24 dicembre 1934, insieme al tenente pilota Angelo Mastragostino e all'aviere marconista Battista Broglio, prese parte all'incidente di Ual Ual volando a bordo di un IMAM Ro.1 dell'Aviazione della Somalia.
Tale incidente fu uno dei fattori scatenanti del successivo conflitto con l'Etiopia. Promosso tenente nel corso del 1935, partecipò poi alla guerra d'Etiopia sul fronte dell'Ogaden, dove fu insignito di altre decorazioni. Due anni dopo rientrò in Italia per entrare in servizio nel 5º Reggimento alpini a Merano e, promosso capitano nel 1938,  partecipò come volontario alla guerra di Spagna, venendo decorato di ulteriori due Medaglie d'argento ed una Croce al merito di guerra.
Nel maggio 1939 comandò una compagnia del Battaglione alpini "Val Pescara" del 2º Gruppo Alpini "Valle"; all'atto dell'entrata in guerra dell'Italia, il 10 giugno 1940, era in forza alla 41ª Squadriglia Osservazione Aerea all'aeroporto di Udine-Campoformido, per passare poi, nel settembre 1941 al 1º Reggimento alpini per un corso di preparazione alla guerra nei Balcani con la 38ª Squadriglia, 71º Gruppo O.A. del 22º Stormo Ricognizione equipaggiata con gli IMAM Ro.37 Lince e di stanza sull'aeroporto di Udine-Campoformido.
Con questo reparto, equipaggiato con i bimotori Caproni Ca.311, l'11 maggio 1942 raggiunse il fronte russo a Stalino, operando nel settore di Donetz e sul Don nel Corpo di spedizione italiano in Russia e dal 9 luglio 1942 nell'8ª Armata (Regio Esercito). Promosso al grado di maggiore, dovette lasciare definitivamente l'incarico di Osservatore d'aeroplano in quanto destinato ad incarichi di responsabilità sul fronte terrestre.
Il 4 settembre 1942 assunse il comando del Battaglione alpini "Tirano", 5º Reggimento, 2ª Divisione alpina "Tridentina", distinguendosi nella seconda battaglia difensiva del Don e poi in quella di Nikolaevka, meritandosi una Croce di Ferro di II classe tedesca, una Medaglia d'argento e una Croce al valor militare.
Rientrato in Italia con i resti del suo reggimento nel corso del 1943, la firma dell'armistizio dell'8 settembre lo sorprese a Merano presso il Deposito del 5º Reggimento alpini, ove fu catturato dalla Wehrmacht per essere deportato in Germania ed internato nel lager di Neubrandenburg che, dopo la fine della guerra lasciò definitivamente solamente il 30 agosto 1945.
Rientrato in patria, transitò in forza al neocostituito Esercito Italiano, venendo assegnato al distretto militare di Potenza dove, nel 1948 fu promosso tenente colonnello, per essere nuovamente inviato in Somalia nel 1950. Al rientro in Italia transitò al 6º Reggimento alpini nel 1951, dove ricevette una Croce al merito di guerra per l'internamento subito in Germania.
Divenuto vicecomandante del 5º Reggimento alpini, fu poi promosso a colonnello e assunse il comando del Centro addestramento reclute (C.A.R.) di Bari, mantenendolo fino alla fine del mese di ottobre 1955, quando lasciò il servizio attivo con il grado di generale di brigata.
Morì a Roma nel 1996.